# Långflyn (Ströms socken, Jämtland)
Långflyn är en sjö i Strömsunds kommun i Jämtland och ingår i Indalsälvens huvudavrinningsområde.